# Paco Pérez
Paco Pérez, (nacido Francisco Pérez Muñoz, Huehuetenango, 25 de abril de 1916 - Petén, 27 de octubre de 1951)  fue un cantante, compositor y guitarrista guatemalteco. Pérez es conocido especialmente por ser el autor de la popular canción "Luna de Xelajú" de 1944.

## Biografía
Nació en Huehuetenango, el 25 de abril de 1917, hijo de José Pérez y de Luz Muñoz. En su ciudad natal, aprendió sus primeras letras en el colegio "Luna de Xelaju" y a los seis años, actuó en el Teatro Municipal de aquella cabecera departamental.  En 1927, se trasladó con su familia a Quetzaltenango, en donde ofreció varias actuaciones como cantante y declamador.
Paco Pérez hizo su debut como cantante en 1935 en el Teatro Municipal de Quetzaltenango, con el acompañamiento al piano de Juan Sandoval. Posteriormente, con Manolo Rosales y José Álvarez, formó el Trío Quetzaltecos.
En la inauguración de la radio TGQ, en 1937, realizó una serie de conciertos. Fue inmortalizado por su vals-canción Luna de Xelajú (1944), que ha pasado a ser componente de la identidad de muchos guatemaltecos. Esta canción de fuerte identidad, forma parte de los repertorios de la mayoría de cantantes, coros, orfeones, marimbas y todo tipo de agrupaciones instrumentales en Guatemala.

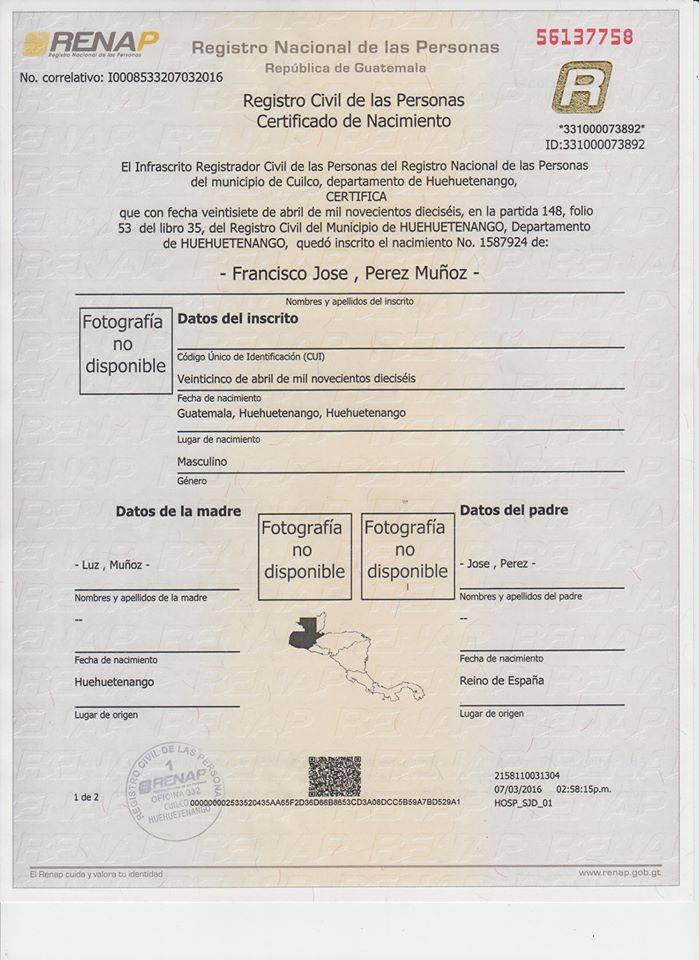
Certificado de Nacimiento de Paco Pérez obtenido por Edgar Rolando Villatoro

### Muerte
Paco Pérez falleció trágicamente el 27 de octubre de 1951 a los 35 años de edad, en un accidente aéreo junto a otros artistas cuando regresaban de un viaje a Petén.

## Composiciones
- Luna de Xelajú
- Tzanjuyúp
- Azabia
- Nenita
- Arrepentimiento
- ((Patoja linda))
- ((Madrecita))
- Chichicastenango (guaracha)